# (120) Lachesis
(120) Lachesis ist ein Asteroid des äußeren Hauptgürtels, der am 10. April 1872 vom französischen Astronomen Alphonse Louis Nicolas Borrelly am Observatoire de Marseille entdeckt wurde. Am 11. April gab es noch eine unabhängige Entdeckung durch den deutsch-US-amerikanischen Astronomen Christian Heinrich Friedrich Peters am Litchfield Observatory in New York.
Der Asteroid wurde benannt nach Lachesis, einer der drei Moiren. Die anderen beiden sind Klotho und Atropos. Sie sind Töchter von Erebos und Nyx. Lachesis trägt den Globus oder die Schriftrolle und bestimmt die Länge des Lebensfadens.

## Wissenschaftliche Auswertung
Mit Daten radiometrischer Beobachtungen im Infraroten vom März 1976 am Kitt-Peak-Nationalobservatorium in Arizona wurden für (120) Lachesis erstmals Werte für den Durchmesser und die Albedo von 173 km bzw. 0,03 bestimmt. Aus Ergebnissen der IRAS Minor Planet Survey (IMPS) wurden 1992 Angaben zu Durchmesser und Albedo für zahlreiche Asteroiden abgeleitet, darunter auch (120) Lachesis, für die damals Werte von 174,1 km bzw. 0,05 erhalten wurden. Eine Auswertung von Beobachtungen durch das Projekt NEOWISE im nahen Infrarot führte 2011 zu vorläufigen Werten für den Durchmesser und die Albedo im sichtbaren Bereich von 162,6 oder 166,7 km bzw. 0,05. Nach neuen Messungen mit NEOWISE 2014 wurden die Werte auf 155,1 oder 158,0 km bzw. 0,06 geändert. Nach der Reaktivierung von NEOWISE im Jahr 2013 und Registrierung neuer Daten wurden die Werte 2015 zunächst mit 166,4 km bzw. 0,05 angegeben und dann 2016 korrigiert zu 138 oder 148 km bzw. 0,06, diese Angaben beinhalten aber alle hohe Unsicherheiten. Eine Untersuchung von 2020 bestimmte aus zwei Sternbedeckungen durch (120) Lachesis einen mittleren Durchmesser von 158,0 ± 4,0 km.
Photometrische Beobachtungen von (120) Lachesis fanden erstmals statt vom 14. bis 16. März 1982 am La-Silla-Observatorium in Chile. Die aufgezeichneten Lichtkurven konnten nicht zu einer Rotationsperiode ausgewertet werden, es wurde nur ein Wert von viel mehr als 20 h angenommen, was bedeutet, dass (120) Lachesis zu den sehr langsamen Rotatoren gehören würde. Auch eine neue Messung am 12. und 13. Oktober 1990 am gleichen Observatorium führte in dieser Hinsicht zu keinem verwertbaren Ergebnis, ebenso erlaubten Beobachtungen an drei Nächten zwischen 8. August und 3. Oktober 1995 am Observatório do Pico dos Dias in Brasilien keine Auswertung aufgrund der geringen zeitlichen Auflösung.
Auch Messungen am Mt Tarana Observatory in Australien an vier Nächten im Jahr 1999 und an sechs Nächten im Jahr 2001 waren nicht ausreichend, um eine Rotationsperiode zu bestimmen, abgesehen davon, dass auch hier ein Wert von >20 h angenommen wurde. Daher erfolgte am Mt Tarana Observatory in Zusammenarbeit mit dem Vintage Lane Observatory in Neuseeland eine ausführliche Beobachtungskampagne vom 14. bis 28. März 2004, bei der in neun Nächten eine zwar immer noch lückenhafte, aber dennoch detaillierte Lichtkurve aufgezeichnet werden konnte. Es wurde daraus eine Rotationsperiode von 45,84 h abgeleitet, womit sich bestätigen ließ, dass (120) Lachesis tatsächlich ein sehr langsamer Rotator ist.
Bei Asteroiden mit Rotationsperioden von ungefähr einem ganzzahligen Erdtag kann an einem Observatorium oft nur eine unvollständige Lichtkurve aufgenommen werden, da in jeder Nacht immer wieder derselbe Abschnitt der Lichtkurve erfasst wird. Daher wurde eine noch ausführlichere Messreihe während 26 Nächten vom 23. Dezember 2008 bis 17. März 2009 am Organ Mesa Observatory in New Mexico unternommen. Es konnte damit eine lückenlose und sehr detaillierte Lichtkurve aufgezeichnet werden, die zu einer Rotationsperiode von 46,551 h ausgewertet wurde. Auch die Möglichkeit einer doppelt so langen Periode wurde untersucht, aber gänzlich verworfen. Die Auswertung von inzwischen 35 vorliegenden Lichtkurven und zusätzlichen Daten ermöglichte dann in einer Untersuchung von 2016 die Erstellung eines Gestaltmodells für den Asteroiden und die Angabe zweier alternativer Lösungen für die Position der Rotationsachse (beide mit prograder Rotation) und der Rotationsperiode mit 46,5508 h.
Zwischen 2012 und 2018 wurden mit der All-Sky Automated Survey for Supernovae (ASAS-SN) auch photometrische Daten von 20.000 Asteroiden aufgezeichnet. Auf mehr als 5000 davon konnte erfolgreich die Methode der konvexen Inversion angewendet werden, darunter auch (120) Lachesis, für die in einer Untersuchung von 2021 ein verbessertes dreidimensionales Gestaltmodell für zwei alternative Rotationsachsen mit prograder Rotation und einer Periode von 46,541 h berechnet wurde.
Die Auswertung astrometrischer Daten, die bei der Begegnung von (120) Lachesis mit anderen Asteroiden von der Raumsonde Gaia aufgezeichnet wurden, führte in einer Untersuchung von 2007 zu einer Abschätzung der Masse von (120) Lachesis zu 6,56·1018 kg bei einer Unsicherheit von ±7 %.